# Antonio Lotti
Antonio Lotti (Venezia, 5 gennaio 1667 – Venezia, 5 gennaio 1740) è stato un compositore italiano e famoso didatta.

## Biografia
Antonio Lotti nasce il 5 gennaio 1667 a Venezia, da Matteo "sonador"  e da Marina Gasparini, figlia di un "barcariol". Nel 1687 viene assunto quale cantore aggiunto mentre è maestro Giovanni Legrenzi. Perfeziona la sua preparazione musicale con Ludovico Fuga - maestro di contrappunto - e nel 1689 entra nella Cappella Marciana come contraltista. È aiuto organista nel 1690, organista al secondo organo nel 1692 e dal 1704 diviene titolare al primo organo. Nel 1736 è nominato Maestro di Cappella in San Marco.
Nel 1717 ottenne il permesso per recarsi a Dresda, dove vennero rappresentate diverse sue opere tra le quali Teofane per le nozze di Augusto III di Polonia con Maria Giuseppa d'Austria nel 1719. 
Ritornò a Venezia nel 1719, e vi rimase fino alla morte nel 1740.
La produzione musicale di Lotti è variegata, e include Messe, cantate, madrigali, e circa trenta opere, nonché molta musica strumentale. Le composizioni di carattere sacro sono spesso a cappella.
L'opera di Lotti fu conosciuta da Bach e Händel, entrambi in possesso di copia delle sue musiche, tra cui la Missa Sapientiæ. Stando ad un aneddoto raccontato da J.A. Birnbaum nel 1739, nel Settembre del 1717 fu organizzata una gara di bravura tra J.S. Bach e Louis Marchand presso la residenza del conte Jakob Heinrich von Flemming a Dresda. Se questa cronaca è corretta, Lotti potrebbe aver incontrato Bach: il musicista veneziano, infatti, si trovava nella città tedesca al servizio dell'Elettore di Sassonia. Egli fu valente insegnante, annoverando fra i suoi allievi Domenico Alberti, Alessandro Marcello, Baldassare Galuppi, Giuseppe Saratelli e Jan Dismas Zelenka. Sua moglie fu il noto soprano Santa Stella.
Muore a Venezia il 5 gennaio 1740.
Considerato una delle più notevoli individualità artistiche di quell'epoca, la sua sepoltura nella chiesa di San Geminiano, di fronte alla Basilica di San Marco, oggi non più esistente, è prova della sua fama.
La maggior parte della sua musica resta tuttora inedita.
Le sue doti di compositore drammatico poterono esprimersi pienamente nella musica sacra ancor più che nella sua produzione profana.

## Opere

### Drammi per musica
Sono note 24 opere di Lotti; l'anno e la città si riferiscono alla prima rappresentazione.
- Il trionfo dell'innocenza (dramma per musica, libretto di Rinaldo Cialli, 1693, Venezia)
- Tirsi (1° atto) (dramma pastorale, libretto di Apostolo Zeno, musicato in collaborazione con Antonio Caldara (2° atto) e Attilio Ariosti (3° atto), 1696, Venezia)
- Sidonio (dramma per musica, libretto di Pietro Pariati, 1706, Venezia)
- Achille placato (tragedia per musica, libretto di Urbano Rizzi, con l'intermezzo Le rovine di Troja (Dragontata e Policrone), 1707, Venezia)
- Teuzzone (dramma per musica, libretto di Apostolo Zeno, con l'intermezzo Catulla e Lardone, 1708, Napoli)
- Il vincitor generoso (dramma per musica, libretto di Francesco Briani, 1709, Venezia)
- Ama più chi men si crede (dramma pastorale, libretto di Francesco Silvani, 1709, Venezia)
- Il comando non inteso et ubbidito (dramma per musica, libretto di Francesco Silvani, 1710, Venezia)
- La ninfa Apollo (scherzo comico pastorale, libretto di Francesco De Lemene, musicato in collaborazione con Francesco Gasparini, 1710, Venezia)
- Isacio tiranno (dramma per musica, libretto di Francesco Briani, 1710, Venezia)
- Il tradimento traditor di se stesso (dramma per musica, libretto di Francesco Silvani, 1711, Venezia)
- La forza del sangue (dramma per musica, libretto di Francesco Silvani, 1711, Venezia)
- L'infedeltà punita (dramma per musica, libretto di Francesco Silvani, musicato in collaborazione con Carlo Francesco Pollarolo, 1712, Venezia)
- Porsenna (dramma per musica, libretto di Agostino Piovene, 1713, Venezia)
- Irene augusta (dramma per musica, libretto di Francesco Silvani, 1713, Venezia)
- Polidoro (tragedia per musica, libretto di Agostino Piovene, 1714, Venezia)
- La virtù coronata ossia Fernando (dramma per musica, libretto ignoto, 1714, Parma)
- Foca superbo (dramma per musica, libretto di Antonio Maria Lucchini, 1716, Venezia)
- Ciro in Babilonia (dramma per musica, libretto di Pietro Pariati, 1716, Reggio Emilia)
- Costantino (dramma per musica, libretto di Pietro Pariati e forse Apostolo Zeno, 1716, Vienna)
- Alessandro Severo (dramma per musica, libretto di Apostolo Zeno, 1717, Venezia)
- Giove in Argo (melodramma pastorale, libretto di Antonio Maria Lucchini, 1717, Dresda)
- Ascanio ovvero Gli odi delusi dal sangue (dramma per musica, libretto di Antonio Maria Lucchini, 1718, Dresda)
- Teofane (dramma per musica, libretto di Stefano Benedetto Pallavicino, 1719, Dresda) con Santa Stella Lotti, Margherita Durastanti, Vittoria Tesi, Francesco Bernardi e Giuseppe Maria Boschi
- Li quattro elementi (carosello teatrale, 1719, Dresda)

### Cantate profane
- A Clorinda, al suo bene per soprano e basso continuo
- Adorato Filen prima che manchi per soprano e basso continuo
- Alma te'l dissi pure per soprano e basso continuo
- A l'ombra d'un alloro per contralto e basso continuo
- Al piè d'un colle ameno per soprano e basso continuo
- Amor perché l'istessa fiamma per soprano e basso continuo
- Amor sa far le piaghe soavi per soprano, archi e basso continuo
- Ascolta Filli per soprano e basso continuo
- Aure care (I versione) per soprano e basso continuo
- Aure care (II versione) per contralto e basso continuo
- Bianca man, mano d'argento per soprano e basso continuo
- Cara Lidia adorata per soprano e basso continuo
- Cari numi per soprano e basso continuo
- Cedea Febo all'occaso per soprano e basso continuo
- Chari zephyri fontes per soprano, 2 oboi, archi e basso continuo
- Che v'ami il mio core per soprano e basso continuo
- Chi ben ama ha sol piacere per soprano, archi e basso continuo
- Clori, mi comandate per soprano e basso continuo
- Clori, tu parti ed io lungi per soprano e basso continuo
- Clori, tu parti ed io qui resto per soprano e basso continuo
- Daliso io più non veggio per soprano, contralto, archi e basso continuo
- Della mia bella Clori per soprano e basso continuo
- Dove sei, dolce mia vita per contralto, archi e basso continuo
- E pure un dolce dardo per soprano e basso continuo
- E un martir che fa morir per contralto, archi e basso continuo
- Favella al tuo core per soprano, oboe, archi e basso continuo
- Filli crudel, spietata Filli per soprano e basso continuo
- Finché l'alba ruggiadosa per contralto e basso continuo
- Fra queste vi sono qualche per soprano, violino e basso continuo
- Fra questi alpestri per soprano e basso continuo
- Gelsomin che superbetto per soprano e basso continuo
- Già che dovrai penar per soprano, archi e basso continuo
- Già di giubilo per contralto e basso continuo
- Ha colei dal cielo il viso per contralto, archi e basso continuo
- Idrena idolo mio per contralto e basso continuo
- I cocenti sospiri per soprano e basso continuo
- Il mio cor non ha riposo per soprano e basso continuo
- Il tributo degli dei per 4 voci e archi (1736)
- In alta rocca per soprano e basso continuo
- Io piango al tuo partir per soprano e basso continuo
- Io sospiro se vi miro per soprano e basso continuo
- Lagrime sventurate che pe' i fonti per soprano e basso continuo
- Lasciatemi piangere che di versare per soprano e basso continuo
- La speranza è come stella per soprano e basso continuo
- Le stelle fortunate per soprano, basso, archi e basso continuo
- Lidia, amor che si pasce per soprano e basso continuo
- Lidia, t'amai nol niego per soprano e basso continuo
- Lilla, del tuo bel foco per contralto e basso continuo
- Lusinghiera bellezza in dolce pena per soprano e basso continuo
- Ma confuse e vergognose per soprano, archi e basso continuo
- Meco vieni e sorgerai per contralto, archi e basso continuo
- Mi dispiace in amor per soprano, violino e basso continuo
- Mi forza di morir Fillide per soprano e basso continuo
- Mirai, e fu lo sguardo per contralto e basso continuo
- Mira sul verde per soprano e basso continuo
- Occhi veri pupilli per soprano e basso continuo
- Oh pastorello gentile e bello per soprano e basso continuo
- Partirò ma tutti aurete per contralto, archi e basso continuo
- Pastori, se vedete all'or ch'il sole per soprano e basso continuo
- Per far fede à chi non crede per soprano, violino e basso continuo
- Per mirar chi è la mia luce per soprano, archi e basso continuo
- Per rendersi gradito (I versione) per soprano e basso continuo
- Per rendersi gradito (II versione) per contralto e basso continuo
- Piange il fiore, piange il prato per soprano, violini e basso continuo
- Qual'arde la Fenice per soprano e basso continuo
- Quanto per te soffersi per soprano e basso continuo
- Quanto siete fortunate per soprano e basso continuo
- Quest'alma non disprezza per soprano, archi e basso continuo

### Musica sacra
Requiem in Fa
Miserere in re min
Credo in Fa
Credo a 4
Spirto di Dio

#### Oratori
La musica degli oratori di Lotti è andata perduta; l'anno e la città si riferiscono alla prima rappresentazione.
- La Giuditta (1701)
- Gioas re di Giuda (libretto di Zaccaria Valaresso, 1701 ca., Venezia)
- San Rinaldo (1702, Venezia)
- Il voto crudelo (libretto di Pietro Pariati, 1712, Vienna)
- Triumphus fidei (1712, Venezia)
- L'umiltà coronata in Esther (libretto di Pietro Pariati, 1714 ca., Vienna)
- Il ritorno di Tobia (libretto di G. Melani, 1723, Venezia)

### Musica strumentale
- Concerto in re maggiore per oboe d'amore e archi
- 6 sinfonie
- 2 quartetti per 2 oboi e 2 fagotti
- 3 trii:
  - in do maggiore per oboe d'amore, flauto e basso continuo
  - per flauto, viola da gamba e clavicembalo
  - per 2 oboi, fagotto o contrabbasso
- 6 sonate per violino e basso continuo
- La ragazza mal custodita (ballo comico per il clavier)

## Brani
- Kyrie, dalla Messa a 4 voci in Do maggiore — ascoltaⓘ
- Crucifixus a 8 voci, in do minore